# Love Is the Message (Misia)
Love Is the Message è il secondo album in studio della cantante giapponese Misia, pubblicato nel 2000.

## Tracce
1. Opening – 0:35
2. Believe – 4:50
3. Sweetness – 5:50
4. It's Just Love – 6:25
5. Sweet Pain – 6:22
6. Atsui Namida (アツイナミダ) – 6:26
7. Ame no Nichiyōbi (雨の日曜日) – 4:47
8. Itoshii Hito (愛しい人) – 6:31
9. Ano Hi no Yō ni (あの日のように) – 5:32
10. Hana/Tori/Kaze/Tsuki (花／鳥／風／月) – 5:48
11. One! – 6:09
12. Wasurenai Hibi (忘れない日々) – 5:56
13. Lovin' You (Misia 1999 Live Version) – 6:08